# Като-Камбрези
Като́-Камбрези́ (фр. Cateau-Cambrésis) — кантон во Франции, находится в регионе О-де-Франс, департамент Нор. Входит в состав округа Камбре.

## История
До 2015 года в состав кантона входили коммуны: Базюэль, Бомон-ан-Камбрези, Катийон-сюр-Самбр, Ле-Груаз, Ле-Като-Камбрези, Мазенгьян, Монте, Моруа, Нёвийи, Оннеши, Ор Померей, Реже-де-Больё, Рёмон, Сен-Бенен, Сен-Супле, Труавиль и Энши.
В результате реформы 2015 года состав кантона был изменен - в него были включены отдельные коммуны упраздненных кантонов Карньер, Клари, Маркуэн и Солем.

## Состав кантона с 22 марта 2015 года
В состав кантона входят коммуны (население по данным Национального института статистики за 2017 г.):
- Авуэн (817 чел.)
- Базюэль (426 чел.)
- Бантё (344 чел.)
- Бантузель (426 чел.)
- Бертри (2 177 чел.)
- Бомон-ан-Камбрези (446 чел.)
- Бриастр (748 чел.)
- Бюзиньи (2 482 чел.)
- Валенкур-Сельвиньи (2 136 чел.)
- Вамбе (374 чел.)
- Виллер-Гислен (696 чел.)
- Виллер-Плуиш (404 чел.)
- Виллер-Утрео (2 110 чел.)
- Гоннельё (309 чел.)
- Гузокур (1 511 чел.)
- Деэри (39 чел.)
- Кантен-сюр-Эско (399 чел.)
- Катийон-сюр-Самбр (840 чел.)
- Каттеньер (670 чел.)
- Клари (1 092 чел.)
- Коллери (454 чел.)
- Кревкёр-сюр-л’Эско (744 чел.)
- Ле-Груаз (481 чел.)
- Ле-Като-Камбрези (6 933 чел.)
- Ле-Рю-де-Винь (801 чел.)
- Леден (417 чел.)
- Линьи-ан-Камбрези (1 894 чел.)
- Мазенгьен (304 чел.)
- Маленкур (504 чел.)
- Маньер (2 717 чел.)
- Марес (1 457 чел.)
- Маркуэн (1 888 чел.)
- Монте (290 чел.)
- Монтиньи-ан-Камбрези (562 чел.)
- Моруа (395 чел.)
- Нёвийи (1 113 чел.)
- Нуайель-сюр-Эско (803 чел.)
- Ньерньи (509 чел.)
- Окур-ан-Камбрези (198 чел.)
- Онкур-сюр-Эско (794 чел.)
- Онши (549 чел.)
- Ор (643 чел.)
- Помрёй (770 чел.)
- Реже-де-Больё (261 чел.)
- Рибекур-ла-Тур (373 чел.)
- Рёмон (363 чел.)
- Рюмийи-ан-Камбрези (1 453 чел.)
- Сен-Бенен (340 чел.)
- Сен-Супле (1 230 чел.)
- Серанвиллер-Форанвиль (411 чел.)
- Труавиль (841 чел.)
- Флескьер (261 чел.)
- Фонтен-о-Пир (1 215 чел.)
- Эленкур (625 чел.)
- Эн (679 чел.)
- Энши (741 чел.)

## Политика
На президентских выборах 2022 г. жители кантона отдали в 1-м туре Марин Ле Пен 43,8 % голосов против 21,2 % у Эмманюэля Макрона и 12,9 % у Жана-Люка Меланшона; во 2-м туре в кантоне победила Ле Пен, получившая 65,0 % голосов. (2017 год. 1 тур: Марин Ле Пен – 39,5 %,  Жан-Люк Меланшон и Франсуа Фийон – по 16,3 %, Эмманюэль Макрон – 15,4 %; 2 тур: Ле Пен – 60,0 %).
С 2021 года кантон в Совете департамента Нор представляют член совета коммуны Гузокур Янник Кармель (Yannick Caremelle) (Разные центристы) и член совета города Ле-Като-Камбрези Сильви Клерк (Sylvie Clerc) (Разные правые).
|                | Кандидаты                          | Партия                   | Первый тур | Первый тур     | Второй тур | Второй тур |
| Кол-во голосов | Кандидаты                          | Партия                   | % голосов  | Кол-во голосов | % голосов  |            |
| -------------- | ---------------------------------- | ------------------------ | ---------- | -------------- | ---------- | ---------- |
|                | Янник Кармель Сильви Клерк         | Разные центристы         | 7 516      | 61,57          | 7 906      | 63,54      |
|                | Мелани Дисдье Пьер-Антуан Ватремес | Национальное объединение | 4 692      | 38,43          | 4 536      | 36,46      |

|                | Кандидаты                         | Партия                  | Первый тур | Первый тур     | Второй тур | Второй тур |
| Кол-во голосов | Кандидаты                         | Партия                  | % голосов  | Кол-во голосов | % голосов  |            |
| -------------- | --------------------------------- | ----------------------- | ---------- | -------------- | ---------- | ---------- |
|                | Дидье Дрьё Сильви Клерк-Кювелье   | Правый блок             | 6 608      | 34,85          | 9 366      | 48,75      |
|                | Паскаль Бюльтез Виржини Монвуазен | Национальный фронт      | 7 264      | 38,31          | 7 714      | 40,15      |
|                | Лоран Кулон Валери Лёрё           | Социалистическая партия | 5 087      | 26,83          | 2 131      | 11,09      |

|  | Кандидат       | Партия                  | % голосов |
|  | -------------- | ----------------------- | --------- |
|  | Лоран Кулон    | Социалистическая партия | 67,27     |
|  | Мишель Эннекар | Новый центр             | 32,73     |

|  | Кандидат    | Партия                  | % голосов |
|  | ----------- | ----------------------- | --------- |
|  | Лоран Кулон | Социалистическая партия | 45,94     |
|  | Серж Симеон | Разные правые           | 41,72     |
|  | Андре Куйе  | Национальный фронт      | 12,34     |